# Lista över olympiska medaljörer i softboll
Det här är en komplett lista över alla medaljörer i softboll vid olympiska spelen från 1996 till 2020.

## Medaljörer

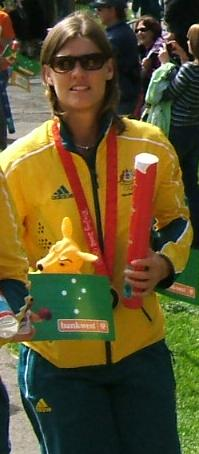
Australiska spelaren Natalie Ward som vann silver 2004 och brons 1996, 2000 och 2008, en av fyra spelare som vann medalj under de fyra mästerskapen 1996-2008.

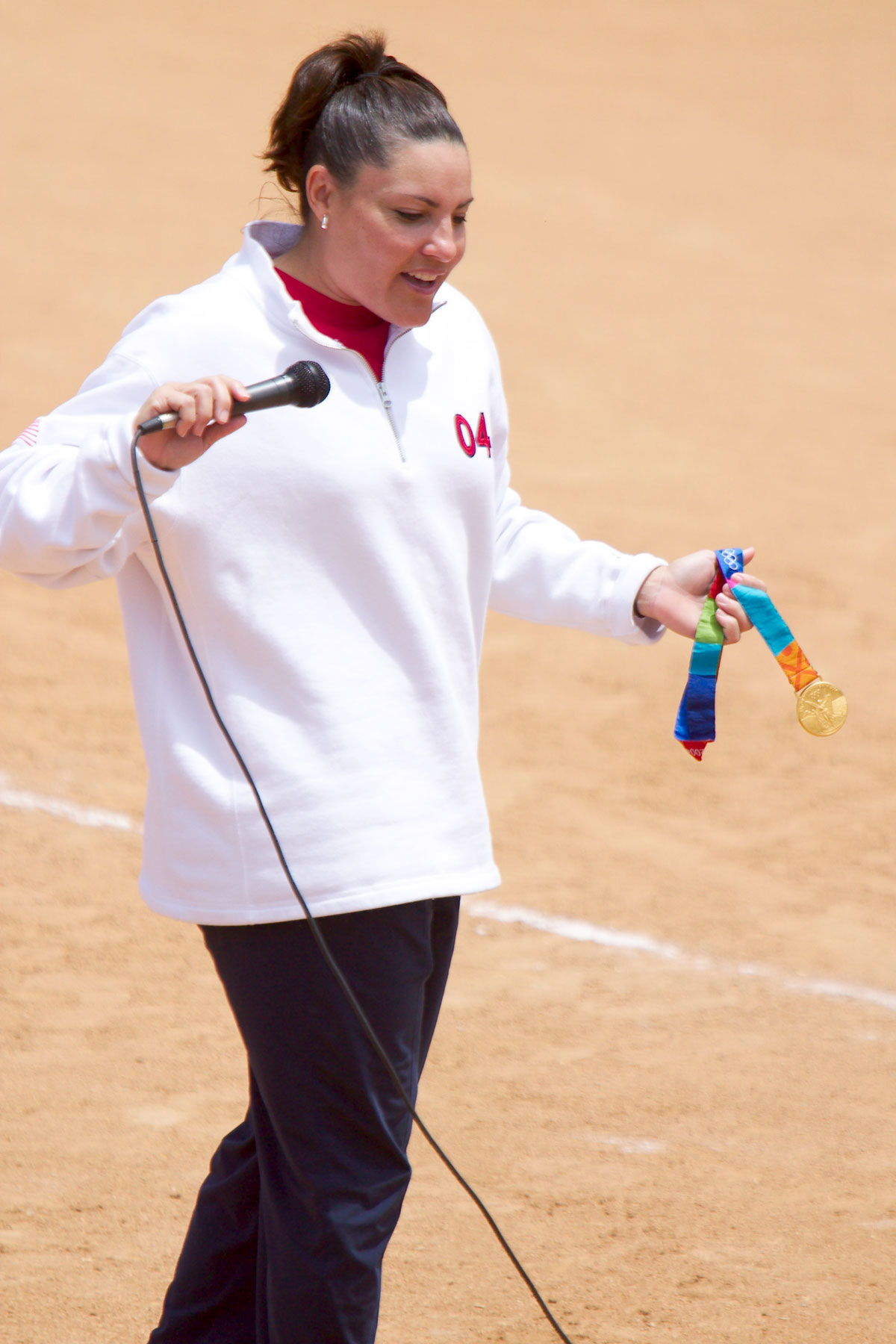
Amerikanska spelaren Lisa Fernandez som vann guld i de tre första mästerskapen 1996-2004.

| Spel         | Guld | Silver | Brons |
| Atlanta 1996 | USA | Kina | Australien |
| Atlanta 1996 | Laura Berg Gillian Boxx Sheila Cornell Lisa Fernandez Michele Granger Lori Harrigan Dionna Harris Kim Maher Leah O'Brien Dot Richardson Julie Smith Michele Smith Shelly Stokes Danielle Tyler Christa Lee Williams                           | An Zhongxin Chen Hong He Liping Lei Li Liu Xuqing Liu Yaju Ma Ying Ou Jingbai Tao Hua Wang Lihong Wang Ying Wei Qiang Xu Jian Yan Fang Zhang Chunfang                                                                    | Joanne Brown Kim Cooper Carolyn Crudgington Kerry Dienelt Peta Edebone Tanya Harding Jennifer Holliday Joyce Lester Sally McDermid Francine McRae Haylea Petrie Nicole Richardson Melanie Roche Natalie Ward Brooke Wilkins       |
| Sydney 2000  | USA | Japan | Australien |
| Sydney 2000  | Christie Ambrosi Laura Berg Jennifer Brundage Crystl Bustos Sheila Cornell Lisa Fernandez Lori Harrigan Danielle Henderson Jennifer McFalls Stacey Nuveman Leah O'Brien Dot Richardson Michele Smith Michelle Venturella Christa Lee Williams | Misako Ando Yumiko Fujii Taeko Ishikawa Kazue Ito Yoshimi Kobayashi Shiori Koseki Mariko Masubuchi Naomi Matsumoto Emi Naito Haruka Saito Juri Takayama Hiroko Tamoto Reika Utsugi Miyo Yamada Noriko Yamaji             | Sandra Allen Joanne Brown Kerry Dienelt Peta Edebone Sue Fairhurst Selina Follas Fiona Hanes Kelly Hardie Tanya Harding Sally McDermid Simmone Morrow Melanie Roche Natalie Titcume Natalie Ward Brooke Wilkins                   |
| Aten 2004    | USA | Australien | Japan |
| Aten 2004    | Leah Amico Laura Berg Crystl Bustos Lisa Fernandez Jennie Finch Tairia Flowers Amanda Freed Lori Harrigan Lovieanne Jung Kelly Kretschman Jessica Mendoza Stacey Nuveman Cat Osterman Jenny Topping Natasha Watley                            | Sandra Allen Marissa Carpadios Fiona Crawford Amanda Doman Peta Edebone Tanya Harding Natalie Hodgskin Simmone Morrow Tracey Mosley Stacey Porter Melanie Roche Natalie Titcume Natalie Ward Brooke Wilkins Kerry Wyborn | Emi Inui Kazue Ito Yumi Iwabuchi Masumi Mishina Emi Naito Haruka Saito Hiroko Sakai Naoko Sakamoto Rie Sato Yuki Sato Juri Takayama Yukiko Ueno Reika Utsugi Eri Yamada Noriko Yamaji                                             |
| Peking 2008  | Japan | USA | Australien |
| Peking 2008  | Naho Emoto Motoko Fujimoto Megu Hirose Emi Inui Sachiko Ito Ayumi Karino Satoko Mabuchi Yukiyo Mine Masumi Mishina Rei Nishiyama Hiroko Sakai Rie Sato Mika Someya Yukiko Ueno Eri Yamada                                                     | Monica Abbott Laura Berg Crystl Bustos Andrea Duran Jennie Finch Tairia Flowers Vicky Galindo Lovieanne Jung Kelly Kretschman Lauren Lappin Caitlin Lowe Jessica Mendoza Stacey Nuveman Cat Osterman Natasha Watley      | Jodie Bowering Kylie Cronk Kelly Hardie Tanya Harding Sandy Lewis Simmone Morrow Tracey Mosley Stacey Porter Melanie Roche Justine Smethurst Danielle Stewart Natalie Titcume Natalie Ward Belinda Wright Kerry Wyborn            |
| 2012–2016    | inkluderades ej på det olympiska programmet | inkluderades ej på det olympiska programmet | inkluderades ej på det olympiska programmet |
| Tokyo 2020   | Japan | USA | Kanada |
| Tokyo 2020   | Haruka Agatsuma Mana Atsumi Yamato Fujita Miu Goto Nodoka Harada Yuka Ichiguchi Hitomi Kawabata Nayu Kiyohara Yukiyo Mine Sayaka Mori Minori Naito Yukiko Ueno Eri Yamada Yu Yamamoto Saki Yamasaki                                           | Ali Aguilar Monica Abbott Valerie Arioto Ally Carda Amanda Chidester Rachel Garcia Haylie McCleney Michelle Moultrie Dejah Mulipola Aubree Munro Bubba Nickles Cat Osterman Janie Reed Delaney Spaulding Kelsey Stewart  | Jenna Caira Emma Entzminger Larissa Franklin Jennifer Gilbert Sara Groenewegen Kelsey Harshman Victoria Hayward Danielle Lawrie Janet Leung Joey Lye Erika Polidori Kaleigh Rafter Lauren Regula Jennifer Salling Natalie Wideman |